# 4×100 metres relleus
La cursa de relleus de 4×100 metres és una prova d'atletisme en pista, on participen equips de 4 d'atletes velocistes, que fan 100 metres cadascun. La sortida es fa com a la cursa de 400 metres, mitjançant els estreps de sortida o startings. Els i les atletes velocistes han de passar un testimoni, un tub cilíndric, quan fan el relleu, dins una àrea que s'estén deu metres a cada costat de la línia de sortida. Un error en el relleu suposa l'eliminació de l'equip. Per efectuar el canvi el més ràpid possible, l'atleta que espera el testimoni ho fa des del començament d'aquest marge, i comença a córrer quan el portador del testimoni s'aproxima. El canvi es fa amb dos o dues velocistes ja en cursa, a mà canviada i de manera cega per al receptor o a la receptora.

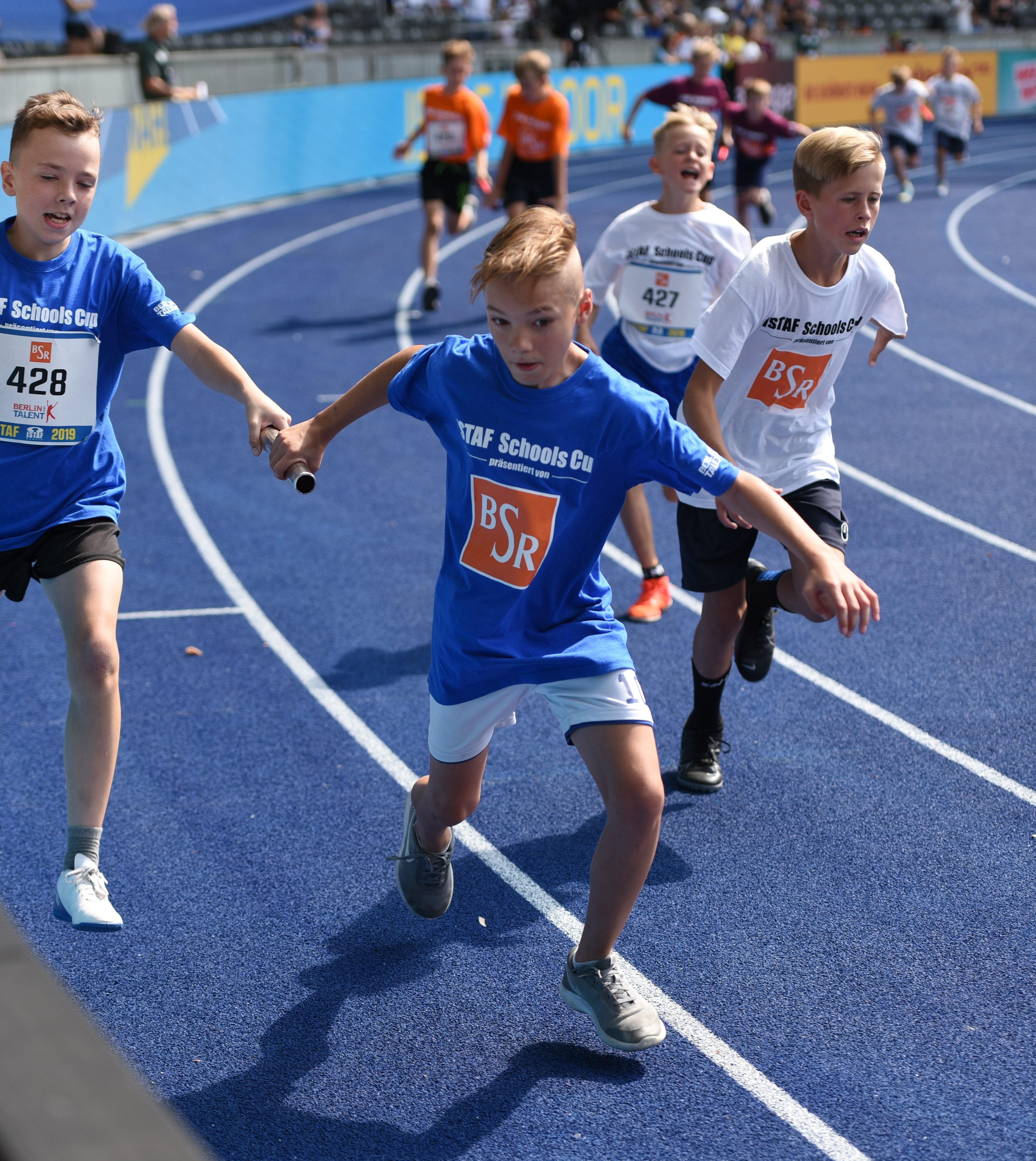
Canvi de testimoni a la cursa de relleu masculí.

Donat que és la distància oficial més curta de les carreres de relleus, no només és important la velocitat dels i de les atletes, sinó una tècnica depurada en el canvi de testimoni. El canvi ha de retardar gens ni mica la progressió de la carrera, i un error durant el mateix pot ocasionar la pèrdua de la cursa, sigui per desqualificació, o per pèrdua de temps, si per exemple el testimoni cau a terra. Aquesta prova només es fa pista a l'aire lliure.

## Rècords
- actualitzat a 7 de febrer de 2024[2][3]

| Àrea                                 | Homes     | Homes      | Homes                 | Homes    | Dones     | Dones           | Dones                | Dones     |
| Àrea                                 | Temps (s) | País       | Data                  | Lloc     | Temps (s) | País            | Data                 | Lloc      |
| ------------------------------------ | --------- | ---------- | --------------------- | -------- | --------- | --------------- | -------------------- | --------- |
| Rècord del Món                       | 36.84     | Jamaica    | 11 d'agost de 2012    | Londres  | 40.82     | Estats Units    | 10 d'agost de 2012   | Londres   |
| Rècord Olímpic                       | 36.84     | Jamaica    | 11 d'agost de 2012    | Londres  | 40.82     | Estats Units    | 10 d'agost de 2012   | Londres   |
| Rècord en Campionat del Món          | 37.04     | Jamaica    | 4 de setembre de 2011 | Daegu    | 41.03     | Estats Units    | 26 d'agost de 2023   | Budapest  |
| Àfrica                               | 37.65     | Sud-àfrica | 4 d'octubre de 2019   | Doha     | 41.90     | Costa d'Ivori   | 25 d'agost de 2023   | Budapest  |
| Amèrica del Nord, Central i el Carib | 36.84     | Jamaica    | 11 d'agost de 2012    | Londres  | 40.82     | Estats Units    | 10 d'agost de 2012   | Londres   |
| Amèrica del Sud                      | 37.72     | Brasil     | 5 d'octubre de 2019   | Doha     | 42.92     | Brasil          | 18 d'agost de 2013   | Moscou    |
| Àsia                                 | 37.43     | Japó       | 5 d'octubre de 2019   | Doha     | 42.23     | R.P. de la Xina | 23 d'octubre de 1997 | Shanghai  |
| Europa                               | 37.36     | Regne Unit | 5 d'octubre de 2019   | Doha     | 41.37     | RDA             | 6 d'octubre de 1985  | Canberra  |
| Oceania                              | 38.17     | Austràlia  | 12 d'agost de 1995    | Goteborg | 42.99     | Austràlia       | 18 de març de 2000   | Polokwane |
| Oceania                              | 38.17     | Austràlia  | 10 d'agost de 2012    | Londres  | 42.99     | Austràlia       | 18 de març de 2000   | Polokwane |

## Millors marques mundials

### Masculí
- actualitzat a 7 de febrer de 2024[4]

| Posició | Marca | País              | Data                  | Lloc    | Ref.   |
| ------- | ----- | ----------------- | --------------------- | ------- | ------ |
| 1       | 36.84 | Jamaica           | 11 d'agost de 2012    | Londres | [ 5 ]  |
| 2       | 37.10 | Estats Units      | 5 d'octubre de 2019   | Doha    | [ 6 ]  |
| 3       | 37.36 | Regne Unit        | 5 d'octubre de 2019   | Doha    | [ 7 ]  |
| 4       | 37.43 | Japó              | 5 d'octubre de 2019   | Doha    | [ 8 ]  |
| 5       | 37.48 | Canadà            | 23 de juliol de 2022  | Eugene  | [ 9 ]  |
| 6       | 37.50 | Itàlia            | 6 d'agost de 2021     | Tòquio  | [ 10 ] |
| 7       | 37.62 | Trinitat i Tobago | 22 d'agost de 2009    | Berlín  |        |
| 8       | 37.65 | Sud-àfrica        | 4 d'octubre de 2019   | Doha    |        |
| 9       | 37.72 | Brasil            | 5 d'octubre de 2019   | Doha    | [ 11 ] |
| 10      | 37.79 | França            | 1 de setembre de 1990 | Split   |        |

### Femení
- actualitzat a 7 de febrer de 2024[12]

| Posició | Marca | País          | Data                 | Lloc      | Ref.   |
| ------- | ----- | ------------- | -------------------- | --------- | ------ |
| 1       | 40.82 | Estats Units  | 10 d'agost de 2012   | Londres   | [ 13 ] |
| 2       | 41.02 | Jamaica       | 6 d'agost de 2021    | Tòquio    | [ 14 ] |
| 3       | 41.37 | RDA           | 6 d'octubre de 1985  | Canberra  |        |
| 4       | 41.49 | Rússia        | 22 d'agost de 1993   | Stuttgart |        |
| 5       | 41.55 | Regne Unit    | 5 d'agost de 2021    | Tòquio    | [ 15 ] |
| 6       | 41.62 | Alemanya      | 29 de juliol de 2016 | Mannheim  |        |
| 7       | 41.78 | França        | 30 d'agost de 2003   | París     |        |
| 8       | 41.90 | Costa d'Ivori | 25 d'agost de 2023   | Budapest  | [ 16 ] |
| 9       | 41.92 | Bahames       | 29 d'agost de 1999   | Sevilla   |        |
| 10      | 42.00 | URSS          | 17 d'agost de 1985   | Moscou    |        |